# Port lotniczy Rabil

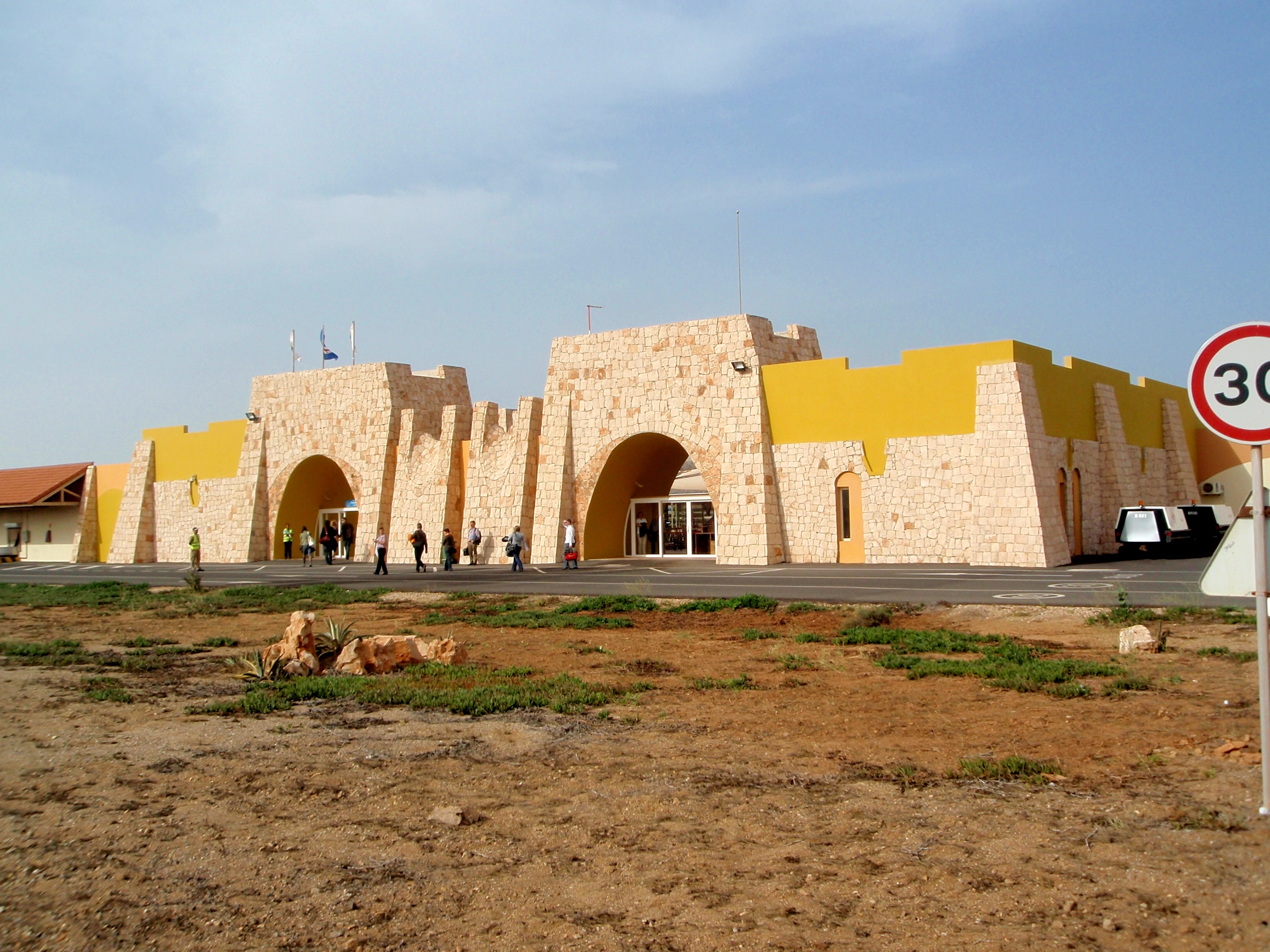
Port lotniczy Rabil

Port lotniczy Rabil (IATA: BVC, ICAO: GVBA) – międzynarodowy port lotniczy zlokalizowany w mieście Sal Rei, na wyspie Boa Vista (Republika Zielonego Przylądka).

## Linie lotnicze i połączenia
| Linia Lotnicza      | Kierunek |
| ------------------- | --- |
| Bestfly Cabo Verde  | 1. Praia |
| Cabo Verde Express  | 1. Sal |
| Edelweiss Air       | Sezonowo: 1. Zurych                                                                                           |
| Enter Air           | Sezonowe czartery: 1. Katowice                                                                                |
| Luxair              | Sezonowo: 1. Luksemburg                                                                                       |
| Neos                | 1. Mediolan-Malpensa 2. Rzym-Fiumicino 3. Werona                                                              |
| Smartwings          | Sezonowe czartery: 1. Brno 2. Praga 3. Wiedeń                                                                 |
| Smartwings Slovakia | Sezonowe czartery: 1. Bratysława                                                                              |
| Sunclass Airlines   | Sezonowe czartery: 1. Sztokholm-Arlanda                                                                       |
| TAP Portugal        | 1. Lizbona |
| Transavia.com       | Sezonowo: 1. Paryż-Orly 2. Marrakesz                                                                          |
| TUI Airways         | 1. Birmingham 2. Bristol (od 10 lipca 2024) 3. East Midlands (od 3 maja 2025) 4. Londyn-Gatwick 5. Manchester |
| TUI fly Belgium     | 1. Bruksela                                                                                                   |
| TUI fly Deutschland | 1. Düsseldorf 2. Frankfurt 3. Hanower 4. Monachium 5. Stuttgart                                               |
| TUI fly Netherlands | 1. Amsterdam                                                                                                  |
| TUI fly Nordic      | Sezonowe czartery: 1. Kopenhaga 2. Göteborg 3. Helsinki 4. Sztokholm-Arlanda                                  |